# Georg Valentin Röder
Georg Valentin Röder (Rannungen, 1780 - Alttöting, 30 de desembre de 1848) fou un compositor alemany.
Fou un fecund compositor de música religiosa (misses, salms, Te Deum), un oratori, La messiada; una cantata, Coecilia; també va escriure, de 1808 a 1816, música d'escena per a moltes obres representades en el teatre de Würzburg, on era director d'orquestra; una simfonia; publicà en una revista fragments d'una Estètica de la Música; una òpera de la seva composició, Der Verräter (Alte liebe rostel nicht) fou representada a Würzburg el 1816 i una altra Die Schweden in Prag estrenada a Múnic el 1842. També va exercir com a professor de música a Múnic, on entre d'altres alumnes tingué a Carl Oberthür.